# Chemicals E.P.
Chemicals — мини-альбом американской группы Love and Death, выпущенный 24 апреля 2012 года.

## Об альбоме
Дебютный сингл группы «Chemicals» был выпущен в начале мая, в то время, как EP с одноименным названием вышел 24 апреля. E’kx сказал, что они собираются выпустить кавер на песню «Whip It» группы Devo и ремикс «Paralyzed» от Har Megiddo. Клип на песню «Chemicals» был выпущен 7 мая 2012 года.

## Список композиций
Вся музыка написана Брайаном Уэлчем и Love and Death (кроме отмеченных).
| №  | Название                        | Музыка                                  | Длительность |
| -- | ------------------------------- | --------------------------------------- | ------------ |
| 1. | «Paralyzed»                     | Уэлч, Рау                               | 3:43         |
| 2. | «Whip It» (Devo Cover)          | Джеральд Касейл, Марк Мазерсбо          | 3:07         |
| 3. | «Chemicals»                     | Уэлч, Рау, Марк Холман, Майкл Вэлентайн | 3:56         |
| 4. | «Paralyzed (Har Megiddo Remix)» | Уэлч, Рау                               | 3:37         |
| 5. | «Chemicals (Har Megiddo Remix)» | Уэлч, Рау, Холман, Вэлентайн            | 4:35         |

## Места в чартах
| Чарт (2012)     | Высшая позиция |
| --------------- | -------------- |
| US Sales        | 6              |
| US Christ. Rock | 4              |